# 37th Infantry Division (United States Army)
La 37th Infantry Division (37ª Divisione di fanteria) era una divisione di fanteria dell'Ohio Army National Guard e dell'esercito degli Stati Uniti che ha partecipato alla prima e seconda guerra mondiale.
Può far risalire la sua storia alla 16th Infantry Division, un'unità della guardia nazionale dell'Ohio e della Virginia Occidentale formata nel 1913 e rinominata 37th Division nel 1917.
Oggi il suo lignaggio è portato avanti dalla 37th Infantry Brigade Combat Team della 42nd Infantry Division.